# Pseudonotoxus testaceus
Pseudonotoxus testaceus is een keversoort uit de familie snoerhalskevers (Anthicidae). De wetenschappelijke naam van de soort is voor het eerst geldig gepubliceerd in 1849 door LaFerté-Sénectère.